# Mount Kane
Mount Kane är ett berg i Antarktis. Det ligger i Västantarktis. Argentina, Chile och Storbritannien gör anspråk på området. Toppen på Mount Kane är 1 665 meter över havet, eller 11 meter över den omgivande terrängen. Bredden vid basen är 0,50 km.
Terrängen runt Mount Kane är huvudsakligen kuperad, men söderut är den bergig. Trakten är obefolkad. Det finns inga samhällen i närheten.